# بيل ديكسون
بيل ديكسون (بالإنجليزية: Bill Dixon)‏ هو عازف جاز وعازف بيانو وملحن أمريكي، ولد في 5 أكتوبر 1925 في نانتوكيت في الولايات المتحدة، وتوفي في 16 يونيو 2010 في بينينغتون في الولايات المتحدة.

## وصلات خارجية
- بيل ديكسون على موقع ميوزك برينز (الإنجليزية)
- بيل ديكسون على موقع أول ميوزيك (الإنجليزية)
- بيل ديكسون على موقع ديسكوغز (الإنجليزية)